# ギヨーム5世 (アキテーヌ公)
アキテーヌ公ギヨーム5世（フランス語：Guillaume V d'Aquitaine, 969年 - 1030年1月31日）は、アキテーヌ公およびポワティエ伯（アキテーヌ公としてはギヨーム5世、ポワティエ伯としてはギヨーム2世または3世、在位：990年 - 1030年）。大公と呼ばれた。
神聖ローマ皇帝ハインリヒ2世の死にあたり、イタリア王国の王位を受け継ぐよう求められたが、神聖ローマ皇帝コンラート2世との政争を避けるために辞退した。

## 生涯
ギヨーム5世は、ギヨーム4世とその妻エマ・ド・ブロワ（ブロワ伯ティボー1世の娘）との息子である。 
969年前後に生まれ、幼少時に両親が別居し、母親が政権を持ったが、998年5月にポワチエに連れ戻された。 
父が993年1月に退位し、サン・シプリアン修道院に入った後、公位を継承したが、1004年まで実質的には苛烈な母エマが摂政としてアキテーヌを支配していた。
ギヨームはシャルトル司教フルベール（フランス語版）の友人であり、彼の中にもう一人のマエケナスを見出し、ポワチエに大聖堂の学校を設立した。彼自身も非常に教養があり、蔵書の収集家であったため、繁栄していたアキテーヌの宮廷を南仏の学問の中心地とすることになった。
教養があり、洗練された文化人であったが、一方当時の地方領主・戦士としての資質はなく、実際の統治では数々の失政をおかしている。
まず、家臣であるラ・マルシュ伯ボソ2世鎮圧を君主ロベール2世に訴えたが、その共同遠征は失敗に終わった。結果的にラ・マルシュ伯領からボソ2世を追い出すことは成功したが、その後毎年沿岸を脅かしに来るヴァイキングに耐えなければならなくなり、 1006年には遂にヴァイキングの侵略軍に打ち破られてしまった。
その上さらにアンジュー伯フルク3世（黒伯）にルダンとミレバレを略奪された。上記のヴァイキング侵攻による損失の相殺のため、アングレーム伯ギヨーム2世にコンフォラン、リュフェック、 シャバネを分割して与えた。後、1126年にフルク3世はソーミュールも占領している。
1020年、家臣であるユーグ4世・ド・リュジニャンがラ・マルシュ伯ベルナール1世（先代ラ・マルシュ伯ボソ2世の息子）からシブレーを略奪したランコン卿エメリー1世と長期にわたる戦争をしていた際、領主が空席となったシャテルロー副伯の座を求められた。しかし、ギヨーム5世は口約束を理由に返答を先延ばしにしたため、焦れたユーグ4世からヴィヴォンヌで戦いを仕掛けられた。最終的に友人シャルトル司教フルベールにより、領主と臣下間の互恵的な義務を示した条約を取りつけることができた。これが所謂、キリスト教ローマ＝カトリック教会の改革運動の一つ「神の平和(フランス語)運動」の起こりとなり、司教達に推進されることとなる。
しかしながら、当時のアキテーヌ宮殿は芸術家達が活動に力を注げる中心地であり、そしてギヨーム5世は最も信頼できる後援者であった。
ギヨームは、ローマ法王と教会の力を借り、神の平和と停戦の風潮を支持する活動を始めることによって、当時多くのヨーロッパ諸国の統一を妨げていた領土争いを食い止めようとした。
彼の信心や教養はアキテーヌの広大な領地に秩序をもたらした。
また、マイユゼのメルレー大聖堂（1010年設立）、ブルグイユ修道院（990年設立）はギヨーム5世が設立し、その他にもポワティエが火災に遭った後、多くの大聖堂や宗教的建築物を建て直した。
ギヨームは、巡礼者として1年に1回はヨーロッパを広く旅し、ローマかスペインを訪れ、訪問先の国王から大変歓迎され、もてなされた。
当時、アキテーヌの宮廷は国際色豊かであり、神聖ローマ皇帝ハインリヒ2世やレオン王アルフォンソ5世、イングランド王クヌート1世の派遣した大使の来訪時には、君主ロベール2世と共に歓迎した。ギヨームが旅行や巡礼を行うことにより、大使を交換して人脈・情報網を構築している。
後継者のいないハインリヒ2世が崩御した際には、イタリア王国貴族の中には、コッラード2世の選出を受け入れてドイツ王国との同盟を維持するよりも別の候補者を求める者もいた。
1024年、スーザ侯オルデリーコ・マンフレーディ2世に率いられた大使がフランスに渡り1年ほど滞在し、その際ロベール2世の王子ユーグおよび（ユーグが拒否した後に）ギヨーム5世を候補者として選んだ。その際、ギヨームの資質やその人徳にイタリア大使ら多くの者が感銘を受けた。
ギヨームはこの提案を真剣に考えたが、実際にイタリアを訪れた際、政治情勢が自分には大変不利であることを感じ、自分自身と将来の相続人のために王位継承は放棄した。 残存している彼の6通の手紙は内容のほとんどがイタリアの王位継承提案に関するやりとりである。
かつて領地から追放したラ・マルシュ伯ボソや敵対していたアンジュー伯フルク3世ネラやとは良好な関係を築き、ギヨーム5世の統治は平和なまま終わりを迎えている。後に爵位を長男ギヨーム6世に譲り、マイユゼの修道院の僧となり、1030年1月の末日（または末日の前日）に死去、自身が創設したマイユゼ修道院に埋葬された。
ギヨームの治世に関しては、アデマール・ド・シャバンヌのパネジリック（称賛文）から主にうかがい知ることができる。

## 家族
生涯で少なくとも3回は結婚している。最初に997年頃、オーヴェルニュ及びリモージュ副伯ジェラール1世（フランス語版）とロティルド・ド・ブロッセの娘であり、ペリゴール及びラ・マルシュ伯アダルベール1世（フランス語版）（先述のギヨーム5世がフランス王ロベール2世と共に鎮圧したラ・マルシュ伯ボソ2世の兄）の未亡人アダルモード・ド・リモージュと結婚し、1男をもうけた。
アデマール・ド・シャバンヌが書いた年代記によると、ギヨーム5世がポワティエ伯となる以前のトゥール及びポワティエ伯はアダルベール1世であり、それらの領地を巡ったシャロルーの戦いに彼が敗れて戦死した際、アダルベール1世の実弟ボソはラ・マルシュ伯領を甥に当たる後のベルナール1世ではなく、自分が相続したかったため、両家の緊張状態緩和を目的とし、まだ若いギヨームが興味を持つと見込んで亡兄の未亡人アダルモードを捕虜としてギヨームに差し出した。狙い通り、ギヨーム5世は彼女を気に入り、捕虜身分から釈放して結婚したとされる。
1. ギヨーム6世 - 父からアキテーヌ公を継承したが、[1]元の継母アニェス・ド・ブルゴーニュ及びその再婚相手であるアンジュー伯ジョフロワ2世と戦い敗北の後、子を残さずに死去

1011年に2番目の妃、ガスコーニュ公ギヨーム・サンシュの娘ブリスク・ド・ガスコーニュ（あるいはプリスカ、サンシャとも）と結婚し2男1女を儲けた。ブリスクは1018年に死去した。
1. アダライス（アデライードまたはアリス） - アルマニャック伯ジェロー1世と結婚
2. ウード[1] - 異母兄ギヨーム6世よりアキテーヌ公位を継承したが、ギヨーム6世同様に元の継母アニェス及びアンジュー伯ジョフロワ2世と戦い、子を残さずに戦死
3. ティボー - 夭折

3番目にブルゴーニュ伯オット・ギヨームの娘アニェス・ド・ブルゴーニュと結婚し、2男1女を儲けている。アニェスは1030年寡婦となり、アンジュー伯ジョフロワ2世と再婚。後夫と共にかつての継子であったギヨーム6世、ウードらとポワチエを巡って争った。
1. ギヨーム7世 - 旧名ピエール＝ギヨーム。異母兄ウードよりアキテーヌ公位を継承[1]、母アニェスと離婚した後のアンジュー伯ジョフロワ2世と母が持参金とした寡婦財産を巡り）戦い、妃エルメザンドとの子であったと推定される2人の娘を残し、戦争中に病死。
2. ギヨーム8世 - 旧名ギー=ジョフロワ。双子の兄ギヨーム7世よりアキテーヌ公を継承[1]、アンジュー伯ジョフロワ2世とは戦わずに和睦したが、ジョフロワ2世の死後に次代アンジュー伯ジョフロワ3世を猛攻しサントンジュを奪還。
3. アニェス（またはアラ）[1] - 1043年に神聖ローマ皇帝ハインリヒ3世と結婚。